# 张翠平
张翠平（1987年9月23日—），河北邯郸人，中国射击运动员，3岁时因患小儿麻痹致腿部残疾。2003年末被选入河北省残疾人射击队，2006年入选了中国国家残疾人射击队。

## 主要荣誉
- 2008年夏季残奥会：
  -  銀牌：混合10米气步枪卧射-SH1
  -  銅牌：女子50米步枪3×20-SH1
  -  銅牌：混合50米步枪卧射-SH1
- 2012年夏季残奥会：
  -  金牌：女子10米气步枪立射-SH1
  -  銅牌：混合R3-10米气步枪卧射-SH1